# Nerino
Nerino je moško osebno ime.

## Izvor imena
Ime Nerino je različica ženskega imena Nerina.

## Pogostost imena
Po podatkih Statističnega urada Republike Slovenije je bilo na dan 31. decembra 2007 v Sloveniji število moških oseb z imenom Nerino: 14.

## Osebni praznik
Osebe z imenom Nerina lahko godujejo takrat kot osebe z imenom Nerina.